# Сестра (ТВ филм)
„Сестра” је југословенски филм из 1960. године. Режирао га је Јоже Погачник а сценарио је написао Богдан Погачник

## Улоге
| Глумац     | Улога |
| ---------- | ----- |
| Марија Кон |       |